# 厦门束腰蟹
厦门束腰蟹（学名：Somanniathelphusa amoyensis）为束腹蟹科束腰蟹属的动物。在中国大陆，分布于福建等地，常生活于稻田水渠两岸泥洞中。
种名 amoyensis 意为“厦门的”。